# Falcimala morapanoides
Falcimala morapanoides är en fjärilsart som beskrevs av Rothschild 1916. Falcimala morapanoides ingår i släktet Falcimala och familjen nattflyn. Inga underarter finns listade i Catalogue of Life.